# Боевой гимн Республики
«Боевой гимн Республики» (англ. The Battle Hymn of the Republic) — американская патриотическая песня, в основе которой лежит музыка песни аболиционистов «Тело Джона Брауна» (первоначально написанной в честь Джона Брауна — борца за расовое равноправие, поднявшего в 1859 году восстание против рабства в США и казнённого за мятеж).
В подавляющем большинстве случаев исполняется со словами, написанными в 1861 г. Джулией Хау и впервые опубликованными в The Atlantic Monthly в 1862 г., приобретшими популярность среди северян во время Гражданской войны в США.
Песня написана в жанре протестантского религиозного гимна. Известна прежде всего благодаря рефрену Glory, glory, hallelujah! (Слава, слава, Аллилуйя!).

## Текст и перевод[1]
Mine eyes have seen the glory of the coming of the Lord:

He is trampling out the vintage where the grapes of wrath are stored;

He hath loosed the fateful lightning of His terrible swift sword:

His truth is marching on.
(Хор)

Glory, glory, hallelujah!

Glory, glory, hallelujah!

Glory, glory, hallelujah!

His truth is marching on.
I have seen Him in the watch-fires of a hundred circling camps,

They have builded Him an altar in the evening dews and damps;

I can read His righteous sentence by the dim and flaring lamps:

His day is marching on.
(Хор)

Glory, glory, hallelujah!

Glory, glory, hallelujah!

Glory, glory, hallelujah!

His day is marching on.
I have read a fiery gospel writ in burnished rows of steel:

"As ye deal with my contemners, so with you my grace shall deal;

Let the Hero, born of woman, crush the serpent with his heel,

Since God is marching on."
(Хор)

Glory, glory, hallelujah!

Glory, glory, hallelujah!

Glory, glory, hallelujah!

Since God is marching on.
He has sounded forth the trumpet that shall never call retreat;

He is sifting out the hearts of men before His judgment-seat:

Oh, be swift, my soul, to answer Him! be jubilant, my feet!

Our God is marching on.
(Хор)

Glory, glory, hallelujah!

Glory, glory, hallelujah!

Glory, glory, hallelujah!

Our God is marching on.
In the beauty of the lilies Christ was born across the sea,

With a glory in His bosom that transfigures you and me:

As He died to make men holy, let us die to make men free,

While God is marching on.
(Хор)

Glory, glory, hallelujah!

Glory, glory, hallelujah!

Glory, glory, hallelujah!

While God is marching on.
He is coming like the glory of the morning on the wave,

He is Wisdom to the mighty, He is Succour to the brave,

So the world shall be His footstool, and the soul of Time His slave,

Our God is marching on.
(Хор)

Glory, glory, hallelujah!

Glory, glory, hallelujah!

Glory, glory, hallelujah!

Our God is marching on.
Я увидел, как во славе сам Господь явился нам, 

Как Он мощною стопою гроздья гнева разметал, 

Как Он молнией ужасной обнажил меча металл. 

Он правды держит шаг.
(Хор) 

Славься, славься, Аллилуйя! 

Славься, славься, Аллилуйя! 

Славься, славься, Аллилуйя! 

Он правды держит шаг.
Я Его в огнях увидел вкруг армейских лагерей, 

Они стали алтарями среди сырости полей, 

Я читаю Его Слово в тусклом свете фонарей, 

День Господа настал.
(Хор) 

Славься, славься, Аллилуйя! 

Славься, славься, Аллилуйя! 

Славься, славься, Аллилуйя! 

День Господа настал.
Прочитал я Весть Благую там, где дымом мрак пропах: 

"Как врагам моим воздашь ты, так и я тебе воздам; 

Пусть Герой, женой рождённый, пяткой втопчет Змия в прах. 

Сам Бог здесь держит шаг."
(Хор) 

Славься, славься, Аллилуйя! 

Славься, славься, Аллилуйя! 

Славься, славься, Аллилуйя! 

Сам Бог здесь держит шаг.
Невозможно отступленье, коль трубит Его труба; 

Он просеет наши души в сите Страшного Суда; 

О, моя душа, не медли: путеводная звезда — Наш Бог здесь держит шаг.
(Хор) 

Славься, славься, Аллилуйя! 

Славься, славься, Аллилуйя! 

Славься, славься, Аллилуйя! 

Наш Бог здесь держит шаг.
Среди благодатных лилий за морем Христос рождён, 

Его кровью, Его телом мир вокруг преображён 

Освятив нас, Он умер — за Свободу мы умрём, 

Раз Бог здесь держит шаг.
(Хор) 

Славься, славься, Аллилуйя! 

Славься, славься, Аллилуйя! 

Славься, славься, Аллилуйя! 

Раз Бог здесь держит шаг.
Он является во славе, словно яростный восход, 

Будет Разумом для власти, Помощь смелому даёт, 

Мир у ног Его смирится, и покорно Время ждёт, 

Наш Бог здесь держит шаг.
(Хор) 

Славься, славься, Аллилуйя! 

Славься, славься, Аллилуйя! 

Славься, славься, Аллилуйя! 

Наш Бог здесь держит шаг.